# جودت حاجی‌اف
جودت حاجی‌اف (انگلیسی: Jovdat Hajiyev؛ ۵ ژوئن ۱۹۱۷ – ۱۸ ژانویه ۲۰۰۲) آهنگ‌ساز آذربایجانی در عهد شوروی سابق بود. وی بیشتر به آثار ارکستری بسیار بزرگ و مهمش و اولین آذربایجانی سازنده سمفونی در سال ۱۹۳۶ شهرت دارد. وی از عزیر حاجی‌بیگف، بنیانگذار مدرسه آهنگ‌سازی در آذربایجان، و دمیتری شوستاکوویچ، آهنگساز روس دورهٔ شوروی، آموزش دیده بود.

## اویل زندگی
جودت حاجی‌اف ۵ ژوئن سال ۱۹۱۷ در شکی، شهری واقع در دامنه رشته‌کوه قفقاز در شمال غرب آذربایجان، چشم به جهان گشود. او در سنین کودکی تأثیراتی زیادی از موسیقی عاشیق و موسیقی مقامی، دو نوع موسیقی سنتی ترانه‌های محلی گرفته بود.
در سال ۱۹۲۴ بود که خانواده اش به باکو نقل مکان کرد. در سال ۱۹۳۵ در رشته نظریه آهنگ‌سازی مدرسه موسیقی باکو نام‌نویسی کرد و از مدرسانی همچون عزیر حاجی‌بیگف و «رودلف لیوپولد»، از دانشجویان سرگئی تانیف، نوازنده پیانو، آهنگساز، پدیدآور، نظریه‌پرداز و مدرس برجستهٔ موسیقی اهل امپراتوری روسیه، دانش آموخت. سال بعد، اولین تک‌آهنگ خود را تحت عنوان «سمفونی شماره ۱» ساخت که اولین قطعه سمفونیک ساخته شده توسط یک آهنگ‌ساز آذربایجانی در تاریخ این کشور به‌شمار می‌رود. این اثر، راه را برای ورودش به کنسرواتوار دولتی چایکوفسکی مسکو در سال ۱۹۳۸ هموار کرد. اما شروع جنگ جهانی دوم باعث شد تحصیلات خود در مسکو را نیمه تمام گذاشته و به باکو بازگردد.

## فعالیت
پیرو اتمام جنگ، جودت حاجی‌اف به همراه هم کلاسش قارا قارایف دوباره راهسپار مسکو شد و آنجا تحت تأثیر عمیق دمیتری شوستاکوویچ، آهنگساز روس دورهٔ شوروی، قرار گرفت.
وی در طول عمر خود، در کنار آهنگ قهرمانانه و میهن‌پرستانه «وطن» که آن را در سال ۱۹۴۴ توأم با قارا قارایف ساخته بود، ۸ قطعه سمفونی به وجود آورد. بعد از پیش‌نمایش اپورا در ماه مه سال ۱۹۴۵، به جودت حاجی‌اف و قارا قارایف جایزه معتبر استالین اعطا شد. در سال ۱۹۵۲، برای دومین باز از جودت حاجی‌اف به خاطر سمفونی «برای صلح» از اهدای جایزه استالین تقدیر به عمل آمد.
جودت حاجی‌اف برای مدت کوتاهی بین سالهای ۱۹۴۷ تا ۱۹۴۸ کارگردانی هنری در ارکستر فیلارمونیک باکو را بر عهده داشت و سپس در آکادمی موسیقی باکو استخدام شد. در سال ۱۹۴۷ به ریاست این آکادمی رسید که تا سال ۱۹۶۹ در این سمت ابقاء شد. در سال ۱۹۶۳ به عنوان استاد آهنگسازی تعیین شد. در این آکادمی به مدت حدود ۴ دهه تدریس کرد. آخرین اثر سمفونیک او با عنوان «۲۰ ژانویه» بود که در سال ۱۹۹۱ به نثار احترام به یاد قربانیان ژانویه سیاه (۱۹۹۰) که نظامیان و تانکهای شوروی در آن روز تعداد زیاد غیرنظامیان آذربایجانی را در باکو قتل‌عام کرده بودند، اختصاص یافت.
در سال ۱۹۹۷، حیدر علی‌اف، رئیس‌جمهور وقت آذربایجان، با تأکید بر «۶۰ سال فعالیت مفید و سازنده جودت حاجی‌اف که مورد استقبال بسزای دولت و ملت آذربایجان قرار گرفته‌است»، به وی نشان شرف، بالاترین نشان در این کشور، اهدا کرد. در فرمان رسمی حیدر علی‌اف برای اعطای این مدال از جودت حاجی‌اف به عنوان «آهنگ‌ساز، نوآور، مدرس، چهره سرشناس و نمونه برای موسیقی‌دانان نسل جدید» تمجید شد.

## زندگی شخصی
جودت حاجی‌اف به عقد امینه دلبازی، رقصنده موسیقی قومی معروف، درآمد که حاصل این ازدواج دو فرزند پسر بود. هر دوی فرزندان وی، تلمان حاجی‌اف و اسماعیل حاجی‌اف، آهنگ‌ساز هستند.